# Rio Briheni
O Rio Briheni é um rio da Romênia afluente do Rio Crişul Văratecului, localizado no distrito de Bihor.